# 検事の本懐
『検事の本懐』（けんじのほんかい）は、柚月裕子の短編推理小説集。第25回（2012年）山本周五郎賞候補、第15回（2013年）大藪春彦賞受賞作。
2016年、本作を原作としたテレビドラマが放送された。詳しくは「佐方貞人シリーズ#テレビドラマ」を参照。

## 執筆背景
佐方貞人シリーズの第2作であり、第1作の『最後の証人』では弁護士として活躍した佐方貞人がまだ検事だった頃の話が集められている。当初シリーズ化は想定されていなかったが、『最後の証人』を出版後、読者から「続編が読みたい」「もっと佐方が読みたい」という声が相次ぎ、著者自身も佐方という人物を描ききれなかったという思いがあったため、続編の制作が決定した。短編での依頼だったため、前作と同じように法廷を舞台にすると描き切れないと思い、検事を主人公とした法廷に上がる前の事件を描くことが決まった。そして当初、「次は佐方を軸にした作品を書こう」という話だったが、出来上がってみれば佐方の視点からの物語ではなく、周りの人間から見た佐方貞人、という作品になったとインタビューでは話している。
前作の『最後の証人』に続き本作も、柚月が尊敬する横山秀夫が書評を公開している。また、文庫本では大沢在昌が解説を担当しているが、柚月の魅力について、「『不公平なことに対する怒り』が芯にある」と評した。

## 各話概要

### 樹を見る
- 初出：2011年4月 別冊宝島1749『このミステリーがすごい!』大賞作家書き下ろし オール・ミステリー

米崎東警察署署長である南場は、管内で起きている連続放火事件の犯人をいまだ検挙できていないことを警察署長会議の場で責められ、追い詰められていた。ようやく疑わしい新井を別件ながら逮捕できたため、後はガサ入れをして証拠をつかめばよかったのだが、同期で現在は県警本部刑事部長である佐野をはじめとした周りから横槍が入る可能性があった。そこで筒井に相談したところ、米崎地検に任官して間もない佐方貞人が事件を担当することになる。そして思いのほか新井は17件の放火をあっさり認めたのだが、唯一死者が出た13件目の放火だけは頑なに否認する。そしてそのうち13件目についても認めるだろうという大方の予想に反し、佐方は他に犯人がいると睨む。
南場 輝久（なんば てるひさ）
52歳。3年前から米崎東警察署署長で警視正。
佐野 茂（さの しげる）
警察学校時代、南場の同期だった男。痩せた体躯とカマキリを思わせる容貌。県警本部刑事部長で警視正。口が達者で世渡り上手。学生時代から、南場へのライバル意識が強い。
新井 友則（あらい とものり）
一眼レフのカメラを持っていくつかの火災現場にいたことや不審な行動から、警察に目をつけられ別件逮捕される。高校2年生の時、放火の罪で家裁審判を受けたことがある。

### 罪を押す
- 初出：2010年11月 別冊宝島1711『このミステリーがすごい!』大賞STORIES

3年前に筒井が起訴した小野辰二郎（通称ハエタツ）が再び警察から送致されてきた。出所した当日にディスカウントショップの貴金属売り場のショーケースから腕時計を盗んだのだという。刑務所に戻りたいがための犯行だと筒井は憤り、取り調べを佐方に任せる。しかし目撃者もいて本人も犯行を認めているため、すぐに起訴して終わると思っていたにもかかわらず、佐方は勾留期日ぎりぎりまで取り調べを続けた後、不起訴にすると宣言した。
南部 哲夫（なんぶ てつお）
佐方の東京地検時代の元上司。現在は静岡地検の刑事部長。あまり人を褒めないが、佐方に関しては”優秀”という言葉で評価している。
津川 慎二（つがわ しんじ）
筒井の立ち会い事務官。
小野 辰二郎（おの たつじろう）
57歳。欠けた前歯から息が漏れるため、本人は「はい」と言ったつもりでも周りには「はえ」と聞こえるため、そこから”ハエタツ”というあだ名がついた。住居侵入罪及び窃盗罪で警察から送致され、3年前に筒井が起訴した男。身長は160cmに満たない。10年程前に妻とは離婚、息子が1人いる。
森脇 守（もりわき まもる）
去年、米崎地検に着任した刑事部長。歳も体格も筒井よりひと回り上で、えらの張った四角い顔と、学生時代、柔道に打ち込んだという厚い胸板と広い肩幅をしている。

### 恩を返す
- 書き下ろし

佐方の元に高校時代の同窓生・天根弥生から12年ぶりに突然の電話が入る。聞けば弥生は、現職警察官から昔のビデオのことで強請りにあっているというのだ。もうすぐ結婚を控えているため婚約者には絶対に知られたくないが、渡すお金も無い。弥生を助けるため、12年前の約束を胸に、佐方は父の七回忌以来4年ぶりに呉原市に帰る。
天根 弥生（あまね やよい）
佐方の地元・広島の高校時代の同窓生。地元の同窓生の中では唯一、今も年賀状のやりとりを続けている。高校で孤高の存在だった佐方と会話を交わした数少ないうちの1人。地元の「パール美容室西町店」で美容師をしており、同じ系列の美容院で店長として働く3歳年上の男性（澤田俊保・さわだとしやす）との結婚を控えている。現職警官に強請られていることを相談するため、十数年ぶりに佐方と連絡をとることになる。やわらかいウェーブパーマをかけている。笑いながら、小首を傾げる癖がある。
勝野 正平（かつの しょうへい）
呉原市にある呉原西署の生活安全課に防犯係長として勤務する現職の警察官。44歳。弥生を強請っている。広島県警の中でも評判が良くない。
宮田 香織（みやた かおり）
弥生の中学の頃の不良仲間。売春をしていた。
田所
香織たちがたまり場にしていたアパートの所有者。不動産業を営んでおり、取引先や遊び仲間の知人男性に少女を斡旋し、金や便宜を受け取っていた。
木浦 亨（きうら とおる）
広島地検の検事で佐方の司法修習生時代の同期。佐方に頼まれ、勝野の人となりを調べる。

### 拳を握る
- 書き下ろし

財団法人「中小企業経営者福祉事業団（略名：中経事業団）」とある与党議員の贈収賄容疑の捜査のため、東京地検特捜部から各地検に応援要請が入った。山口地検から赴いた事務官である加東寿朗は、そこでさらに重要参考人の取り調べの命を受ける。しかしコンビを組むのはいつもの先崎検事ではなく、米崎地検からやってきたという佐方貞人検事であった。佐方は事情聴取にかなりの時間をかけるが加東には無意味な時間としか思えず、また、上層部からの催促もきつく困惑する。
加東 寿朗（かとう としろう）
24歳の時に地元の山口地検に任官し、今年で3年目になる事務官。中経事業団事件で東京地検特捜部から応援要請がきたため東京に赴く。そして事件の主任検事の竹居の命で、佐方とコンビを組んで参考人の取り調べをすることになる。（増田はヘルニアが悪化して病院に搬送・入院してしまった）
先崎（せんざき）
1年前から加東がコンビを組んでいる40代半ばのベテラン検事。銀縁の眼鏡をかけている。
百瀬 瑞希（ももせ みずき）
加東の幼馴染で中・高が一緒、お互いテニス部のキャプテンだった。東京の女子大を卒業後、都内の企業に就職した。家が近所で家族ぐるみの付き合いがあったため、高校卒業後も連絡を取り続け、実家に帰った時は一緒に食事をする仲。
土橋 治（どばし おさむ）
名古屋地検から応援にやってきた事務官。加東の1歳年上。ゲーム好き。太い黒縁の眼鏡をかけている。
岩舘 啓二（いわだて けいじ）
65歳。佐方と加東が取り調べる相手。5年前に勤務していた缶詰工場を定年退職後、埼玉の自宅に夫婦ふたりで住んでいる。3ヵ月前から肺を患って入院している高齢の母親がいる。
葛巻 利幸（くずまき としゆき）
中小企業経営者福祉事業団の事務員で岩舘の甥。35歳。

### 本懐を知る
- 書き下ろし

次の連載のネタ探しの最中、ライターの兼先守は10年以上前ではあるが弁護士が実刑を受けた珍しい事件が気になった。その弁護士の名前は佐方陽世。顧問弁護士を務め、財産管理を任されていた「小田嶋建設」の会長が他界した後、その金を横領したのだという。警察や検察の取り調べには完全黙秘を貫き、「自分が使うために（口座に）移した」としか言わず具体的な金の流れに一切言及しなかったため、求刑3年6ヵ月、懲役2年の実刑判決を受けた。弁護士ならば、いくらでも示談や起訴猶予に持ち込めたはずなのに、この男は控訴すらしていない。何かがあると睨んだ兼先は事件を調べ始め、そして陽世の息子である佐方貞人の元を訪れた。
※それぞれのリンク先も参照
兼先 守（かねざき まもる）
広島で地元紙「安芸（あき）新聞」の記者を経て、現在はニュース週刊誌「ピックアップ」の専属ライター。佐方陽世が逮捕された事件に目をつけ、取材する。酒と煙草は死ぬまで辞めないと宣言していたが、1年前の健康診断で糖尿病予備軍と診断されてから、酒と煙草を絶っている。
小林 太志（こばやし たいし）
「ピックアップ」の政治専門のジャーナリスト。まだ30代後半だが、額の生え際が後退しているため、実年齢よりも老けてみえる。
細田 孝文（ほそだ たかふみ）
安芸新聞社社会部。兼先がまだ安芸新聞社社会部で一緒に働いていた時の後輩。兼先の4つ年下で40を回ったばかり。学生時代に柔道をしていて胸板が厚く肩幅が広かったため、”太田”と呼ばれていた。辞表を出した兼先を引き止めた唯一の人間。
佐方 陽世（さかた ようせい）
佐方貞人の父。広島で弁護士事務所を開業していたが、47歳の時に業務上横領の罪で逮捕され、懲役2年の実刑判決を受ける。
篠原 宗之（しのはら むねゆき）
現役の弁護士。佐方陽世とは司法修習生時代の同期。広島で弁護士事務所を営んでいる。兼先よりひと回り以上年上。
小田嶋 隆一朗（おだじま りゅういちろう）
佐方陽世が顧問弁護士をつとめていた「小田嶋建設」の創業者であり会長。現在は他界している。
小田嶋 一洋（おだじま かずひろ）
小田嶋 隆一朗の長男。父・隆一朗の亡き後、「小田嶋建設」を継いで社長となる。横領の罪で逮捕された陽世に対しては、恩をあだで返したと嫌悪感を持ち続けている。
清水 亮子（しみず りょうこ）
「小田嶋建設」元従業員。広島市内北部の春日町、熊野神社の近くに在住。10年以上、小田嶋隆一郎と佐方陽世の墓参りを欠かさなかったが、現在は肺を患い入院中。
清水 沙代（しみず さよ）
亮子の娘。薬剤師。

## 朗読劇
2025年8月1日から8月3日まで、草月ホールで公演予定。出演者は、間宮祥太朗と玉置玲央。

## 書籍情報
- 単行本：宝島社、2011年11月10日発売、ISBN 978-4-79-668682-2
- 文庫本：宝島社文庫、2012年11月6日発売、ISBN 978-4-80-020289-5、解説：池上冬樹
- 文庫本【新装版】：角川文庫、2018年7月24日発売、ISBN 978-4-04-106659-1、解説：大沢在昌